# 최효찬
최효찬(崔孝燦, 1964년 1월 26일 ~ )은 대한민국의 수필가이며 저술가, 비교문학자이다.  경향신문 기자를 지냈다.

## 생애
경남 합천 출생이며 진주동명고등학교를 거쳐 연세대학교 정치외교학과를 졸업하고 동 대학원에서 문학박사(비교문학) 학위를 받았다. 17년간 <경향신문> 기자로 일했다. 연세대 미디어아트연구소 전문연구원으로, 우수강사에 선정되기도 했다. 2006년부터 자녀교육의 새로운 패러다임을 제시하고 있는 자녀경영연구소를 운영하고 있다. 삼성경제연구소 SERI CEO에서 ‘명문가의 위대한 유산’을 주제로 강의를 한 바 있다. 한국경제신문과 한경비즈니스에 수년간 독서칼럼을 연재했고 <매경이코노미>에 ‘서울대 권장도서 100선 읽기’를 연재하는 등 작가 겸 칼럼니스트로 활동하고 있다. 한국출판마케팅연구소가 선정한 ‘한국의 저자 300인’에 뽑혔다. 인문학과 매체미학, 자녀교육, 자기계발 등 분야에서 40권을 저술했다. 한국연구재단 2020년 학술연구지원사업 우수성과50(인문교양서 《보드리야르 읽기》)에 선정되어 교육부장관상을 수상했다. 현재 은평한옥마을의 채효당 대표이자 후연아카데미아 원장이다.
최효찬은 수필가이자 작가로서 매체미학과 인문학, 자녀교육, 자기계발 등의 분야에 걸쳐 활동을 하고 있다. 책을 읽고 주요 문장을 메모한 초서독서법을 글쓰기에 활용하고 있다. 최효찬은 프랑스 사상가인 장 보드리야르의 매체미학에 대한 연구자로 꼽힌다. 현대 소비사회의 억압기제를 연구한 《일상의 공간과 미디어》(2008 학술원 우수학술도서)를 시작으로 《하이퍼리얼 쇼크》, 《장 보드리야르》, 《보드리야르 읽기 》(한국연구재단 2020년 우수연구성과 50)펴냈다. 보드리야르 연구 논문으로는 “시각적 감응에 의한 억압과 배제”(2010)와 “하이퍼리얼 ‘저지기계’로서의 스캔들 그리고 아이러니”(2014)등이 있다. 또한 테러리스트와 저널리스트와의 공생관계를 다룬 《테러리즘과 미디어》(1998)을 썼다.
최효찬은 자녀교육 분야 저술가이다. 취재를 통해 수백년에 걸친 전통 명문가의 자녀교육의 비결을 분석해 스테디셀러가 된 《5백년 명문가의 자녀교육》을 비롯해 《세계 명문가의 자녀교육》, 《현대 명문가의 자녀교육》, 《세계 명문가의 독서교육), 《5백년 명문가의 독서교육》, 《5백년 명문가, 지속경영의 비밀》 등 명문가 시리즈가 대표적이다. 또한 《아빠가 들려주는 경제이야기》』 , 《내 아이의 영웅이 되어라》 , 《아버지로 성공하라》 등이 있다. 아들 최승현과는 초등 6학년 여름방학 때부터 도보여행을 함께 했으며, 도보여행기를 담아 『최효찬의 아들을 위한 성장여행』을 아들과 공저로 출간했다. 또한 영어학원을 운영한 부인 이채영 씨와는 경향신문 주간경향에 [우리 모두가 행복한 교육] 칼럼을 공동 연재(2013년 2-12월)하고 《부모의 자격》을 공저로 펴냈다. 2016년 7월부터 한국교원연수원에서 교사 직무연수 프로그램으로 [책이 인재를 만든다, 세계 명문가 독서교육의 비밀]을 강의했다.
인문학 분야로는 《잠자기 전 30분 독서》, 《마흔, 인문학을 만나라》 , 《지금 실천하는 인문학》, 《서울대 권장도서로 인문고전 100선 읽기 1,2,3》과 에세이집으로 《집은 그리움이다》, 《나에게 돌아오는 시간》 등을 썼다
자기계발 분야로는 《한국의 메모 달인들》(《메모의 기술2》 개정판)을 비롯해 1인기업가들의 사례를 파헤친 《한국의 1인주식회사》, 안철수의 성공법칙을 분석한 《안철수의 착한 성공》 등이 있다.

## 수상
- 연세대학교 학부대학 총장상(2010년 우수강사)

- 한국출판마케팅연구소, 2011년 ‘한국의 저자 300인’ 선정[1]

- 한국수필 신인상, 《한국수필》 2015년 12월호. “마흔, 아버지의 마음이 되는 시간”[2]

- 《5백년 명문가의 자녀교육》 간행물윤리위원회, 2005년 9월의 읽을만한 책, 하반기 청소년을 위한 좋은 책

- 《아빠가 들려주는 경제이야기》』 2005년 간행물윤리위원회 청소년 도서

- 《세계 명문가의 자녀교육》 Yes24 2006년 제4회 올해의 책 후보도서[3], 고도원의 아침편지 추천도서

- 『일상의 공간과 미디어』 2008 학술원 우수학술도서[4]

- 『현대 명문가의 자녀교육》 2012년 문화체육관광부 우수도서

- 《세계 명문가의 독서교육》 2010년 문화체육관광부 우수도서, 네이버 <오늘의 책>)[5]

- 《마흔, 인문학을 만나라》 국립중앙도서관 2014년 사서추천도서[6]

- 《부모의 자격》 Yes24 오늘의 책[7]

- 한국연구재단 2020년 학술연구지원사업 우수성과50선정 교육부장관상(저서 《보드리야르 읽기》)

- 2024년 한국문화예술위원회 아르코문학창작기금 선정 (수필집 《마흔, 아버지의 마음이 되는 시간》)

## 경력
- 경향신문 기자(1990.2~2006.4)
- 연세대학교 미디어아트연구소 전문연구원
- 연세대학교 학부대학 강사(2007~2010)
- 자녀경영연구소 소장
- 후연아카데미아 대표
- 삼성경제연구소 Seri CEO ‘명문가의 위대한 유산’ 강사(2010~2013)
- 한경비즈니스 ‘리더를 위한 명작 톡톡톡 연재(2008~2009)
- 한경비즈니스 ‘최효찬의 문사철 콘서트’ (2009~2011)연재
- 한국경제신문, 인문학산책(2012)
- 잡앤조이 ‘최효찬의 인문학이 에너지다’ (2011)연재
- 산업자원부 월간지 ‘함께하는 FTA’ ‘최효찬의 인문학 강의’(2014~2016)
- 매경이코노미 ‘최효찬의 서울대 권장도서 100 읽기’ 연재(2013~2014)
- 주간경향 ‘우리 모두가 행복한 교육’ 연재(2013.2~2013.12)
- 한국능률협회컨설팅 CHIEF 연재(2009~2016)
- 한국수필가협회 회원(2016~)
- 월간 에세이 ‘주인공에게 배운다’(2016) 연재
- 한국문인협회, 국제PEN한국본부 회원(2021~)
- 한국수필 '특별기획 집' 연재(2022.3~2022.12)

## 저서
자녀교육/독서교육
- 아빠가 들려주는 경제이야기49(나무와숲, 2006/2003 개정판)

- 5백년 명문가의 자녀교육(예담, 2005)

- 세계 명문가의 자녀교육(예담, 2006)

- 세계명문학교 1%인재들의 비밀(예담, 2008)

- 세상을 뒤흔든 위인들의 좋은 습관(녹색지팡이,2008)

- 5백년 명문가 지속경영의 비밀(위즈덤하우스,2008)

- 세계 자녀교육의 영웅들(글로세움, 2009)

- 내 아이의 영웅이 되어라(살림, 2009)

- 세계 명문가의 공부습관(위즈덤하우스, 2011)

- 세계 명문가의 독서교육(예담, 2015/바다출판사, 2010 개정판)

- 현대 명문가의 자녀교육(예담, 2012)

- 최효찬의 아들을 위한 성장여행(글담, 2013)

- 아버지로 성공하라 (샘앤파커스,2013)

- 부모의 자격(미래앤, 2014)

- 어린이를 위한 말하기 7법칙(주니어김영사, 2014)

- 5백년 명문가의 독서교육(한솔수북, 2014)

- 노인이 스승이다(공저, 글항아리, 2015)

인문학/에세이
- 잠자기 전 30분 독서(2011)

- 마흔 인문학을 만나라(2012)

- 지금 실천하는 인문학(2015)

- 서울대 권장도서로 인문고전 100선 읽기1,2,3(위즈덤하우스, 2014-2017)

- 인문학 미래 경쟁력 (글담, 2021)

- 나에게 돌아오는 시간(멘토프레스, 2018)

- 집은 그리움이다(공저, 인물과사상사,2018)

- 마흔, 아버지의 마음이 되는 시간(연암서가, 2024)

비교문학-매체미학
- 테러리즘과 미디어(커뮤니케이션북스, 2001년. 1998 개정판)

- 테러와 전쟁보도 연구(공저, 커뮤니케이션북스, 2001)

- 일상의 공간과 미디어(연세대 출판부, 2007)

- 하이퍼리얼 쇼크(위즈덤하우스, 2011)

- 장 보드리야르(커뮤니케이션북스,2016)

- 보드리야르 읽기(세창미디어, 2019)

자기계발
- 취업열전(나무와숲, 2003)

- 인터넷 짱(지식공작소, 2000)

- 메모의 기술2 (해바라기, 2004)

- 한국의 1인 주식회사(한국비피, 2007)

- 한국의 메모달인들(위즈덤하우스, 2010, 메모의 기술2 개정증보판)

- 안철수의 착한 성공(비전코리아, 2011)

중국/대만 출간
- 세계 명문가의 자녀교육(万券出版公司, 2009)

- 세계 명문가의 독서교육(대만/先覺出版公司, 2011)

- 내 아이의 영웅이 되어라(中信出版社, 2011)

- 최효찬의 아이를 위한 성장여행(機械工業出版社Cina Machine Press, 2014)